# Marui
Marui Co., Ltd. (株式会社丸井, Kabushiki-gaisha Marui) est une entreprise japonaise multinationale de distribution, exploitant une chaîne de grands magasins à Tokyo ainsi que dans d’autres grandes villes du Japon. Elle est surtout connue pour sa mode féminine et ses accessoires, ciblant principalement les femmes âgées de 25 à 35 ans.
En 2003-2004, l'entreprise a généré un chiffre d'affaires de 2,75 milliards de dollars américains.

## Historique
L’entreprise a été fondée en 1931 par Chūji Aoi à Tokyo. 
Marui s’est d’abord développée dans la vente de vêtements et d’accessoires pour femmes, avant d’élargir progressivement sa clientèle et son catalogue. À partir des années 2000, l’entreprise a diversifié ses activités vers le commerce en ligne et les services financiers.

## Nom et logo
Le nom de l'entreprise (丸井) est une combinaison du nom de la société mère de son prédécesseur « Maru-ni » (丸二) et le nom de son président « Ao-i » (青井). Le nom du grand magasin est généralement écrit en japonais comme «マルイ", en katakana.
Le célèbre logo ambigu du grand magasin est un symbole ressemblant à « ○I○I » et se lit « marui ». Le symbole japonais « ○ » (à ne pas confondre avec la lettre latine « O » ou « o ») se lit « maru », signifiant « cercle » ou « zéro ». Le symbole « I » représente ostensiblement le chiffre « 1 », qui peut se lire « i » en japonais (à noter que la lettre latine « I » est également la représentation romanisée du hiragana japonais «い »). ", un troisième jeu de mots visuel).
Bien que le symbole soit écrit « OIOI » en lettres latines sur le site web de l'entreprise, l'adresse du site web est « www.0101.co.jp ». Le « ○I » du logo est répété, en partie pour des raisons esthétiques, mais aussi par référence à la terminaison « 0101 » du numéro de téléphone de tous les grands magasins Marui.

## MARUIONE.JP
En décembre 2007, Marui Co., Ltd. a lancé un site web international de shopping et d'information, maruione.jp. Le site est disponible en japonais, chinois simplifié et traditionnel, coréen, anglais et français. Il propose des articles de mode et des produits traditionnels japonais, tandis que son site d'information LiveJ propose des informations sur la mode, la culture et le visual kei.